# خط لاتین

لاتین الفبای رسمی است
لاتین الفبای دوم است

الفبای لاتین که الفبای رومی نیز خوانده می‌شود، پراستفاده‌ترین خط الفبایی در دنیاست. سرچشمهٔ این خط بنا به باور پژوهندگان، به خط اقوام اتروسک که ساکنان اولیهٔ ایتالیا بودند، مربوط می‌شود. این خط از گونه‌های غربی الفبای یونانی برگرفته شده و نخستین بار در روم باستان برای نوشتن زبان لاتین به کار رفت. پس از سدهٔ یکم پس از میلاد در الفبای لاتین قواعد زیبایی‌شناسی ویژه‌ای پدیدار گشت. این امر نخست در کتیبه‌ها و سپس با تغییرات جزئی در کتب تحقق پیدا کرد.

## نگارخانه

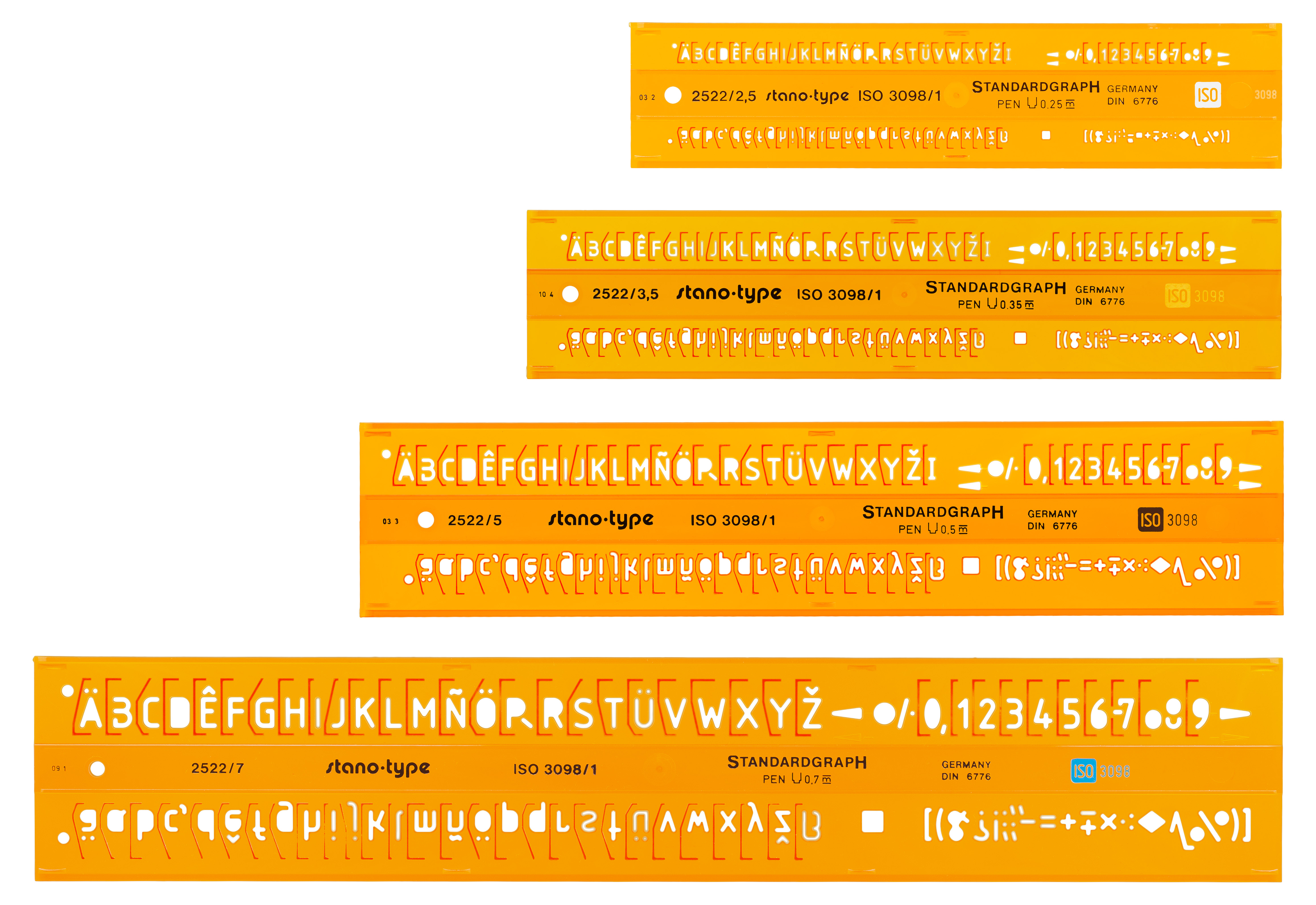
شابلون الفبای لاتین